# Calathea reginae
Calathea reginae är en strimbladsväxtart som beskrevs av J.M.A.Braga. Calathea reginae ingår i släktet Calathea och familjen strimbladsväxter. Inga underarter finns listade.